# Larimichthys
Larimichthyslà một chi cá nước mặn trong họ cá lù đù thuộc bộ cá vược, trong số chi này có loài Larimichthys crocea là được khai thác nhiều với sản lượng lên đến 70 ngàn tấn

## Các loài
Hiện hành có 04 loài trong chi này:
- Larimichthys crocea (J. Richardson, 1846) — large yellow croaker
- Larimichthys pamoides (Munro, 1964) — southern yellow croaker
- Larimichthys polyactis (Bleeker, 1877) — (small) yellow croaker
- Larimichthys terengganui Seah, Hanafi, Mazlan & Chao, 2015 [4]